# نیژنه‌کارگینو
نیژنه‌کارگینو (انگلیسی: Nizhnekargino) یک شهرک در شهرستان دیورتیورلینسکی در استان باشقیرستان کشور روسیه است.